# Coca de la Piñera
Coca de la Piñera es una barriada del municipio de Camas, en la provincia de Sevilla, Comunidad Autónoma de Andalucía. En 2019 cuenta con 998 habitantes, con una densidad poblacional de unos 8.300 hab/km². 

## Localización

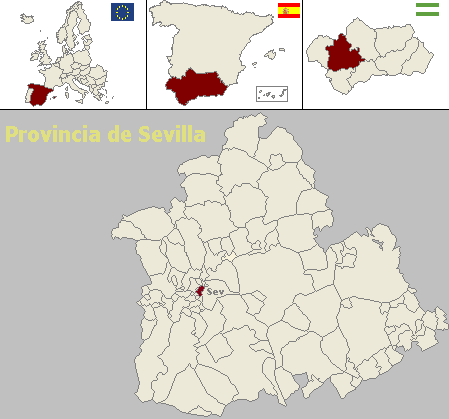
Localización del término municipal de Camas

Está situada al sur de la Península ibérica, a 62 km del Océano Atlántico y a 160 km del Estrecho de Gibraltar. Se ubica en la conrnisa norte de la comarca del Aljarafe, al oeste de la ciudad de Sevilla, que dista de 4 km y a 1 km del núcleo urbano de Camas. Al oeste limita con Castilleja de la Cuesta, al norte con El Carambolo y con el centro del municipio camero, al oeste con la barriada de La Pañoleta y al sur con Tomares. Los dos accesos a la pedanía son la entrada sur por la A-49 y la norte por la A-474 (Cuesta del Caracol).
|                                | Norte: Centro de Camas |                           |
| Oeste: Castilleja de la Cuesta |                        | Este: La Pañoleta (Camas) |
|                                | Sur: Tomares           |                           |

## Historia
La barriada de Coca de la Piñera fue inaugurada por Fernando Coca de la Piñera el gobernador civil y jefe provincial del Movimiento Nacional dentro de los planes de la Obra Sindical del Hogar durante la década de los 40.